# Mörktjärnen, Värmland
Mörktjärnen är en sjö i Kristinehamns kommun i Värmland och ingår i Göta älvs huvudavrinningsområde. Sjön har en area på 0,0867 kvadratkilometer och ligger 138,5 meter över havet. Sjön avvattnas av vattendraget Norsbäckskanalen.

## Delavrinningsområde
Mörktjärnen ingår i det delavrinningsområde (659009-140990) som SMHI kallar för Utloppet av Bergsjön. Medelhöjden är 139 meter över havet och ytan är 14,79 kvadratkilometer. Det finns inga avrinningsområden uppströms utan avrinningsområdet är högsta punkten. Norsbäckskanalen som avvattnar avrinningsområdet har biflödesordning 4, vilket innebär att vattnet flödar genom totalt 4 vattendrag innan det når havet efter 321 kilometer. Avrinningsområdet består mestadels av skog (65 procent). Avrinningsområdet har 2,09 kvadratkilometer vattenytor vilket ger det en sjöprocent på 14,1 procent.